# 切尔瓦雷塞-圣克罗切
切尔瓦雷塞-圣克罗切（義大利語：Cervarese Santa Croce），是意大利威尼托大区帕多瓦省的一个市镇。总面积17.52平方公里，人口5694人，人口密度325.0人/平方公里（2009年）。国家统计（ISTAT）代码为028030。